# Wyższa Szkoła Inżynierii i Zdrowia w Warszawie
Wyższa Szkoła Inżynierii i Zdrowia w Warszawie – jest uczelnią niepubliczną utworzoną na podstawie Ustawy z dnia 26 czerwca 1997 roku o wyższych szkołach zawodowych. Akt założycielski uczelni został sporządzony dnia 24 września 2003. Wyższa Szkoła Inżynierii i Zdrowia jest wpisana do ewidencji uczelni niepublicznych pod numerem 284.
Założycielem uczelni jest dr hab. Marcin Geryk.

## Historia
Zamysł utworzenia uczelni powstał w 2000 roku. Ówczesny stan prawny pozwalał na utworzenie uczelni na mocy ustawy z dnia 27 czerwca 1997 roku o wyższych szkołach zawodowych. Uczelnia powstała w 4 listopada 2003 roku. Na mocy uzyskanego zezwolenia i wpisu do rejestru uczelnia kształci na poziomie wyższych studiów I stopnia na kierunkach: gospodarka przestrzenna oraz zarządzanie. W 2007 roku uczelnia otrzymała również zezwolenie na kształcenie na nowym kierunku studiów inżynierskich – ochrona środowiska, a w 2008 decyzją ministra uprawnienia do prowadzenia studiów pierwszego stopnia na kierunku informatyka i administracja.
W październiku 2015 roku uczelnia zmieniła nazwę na Wyższą Szkołę Inżynierii i Zdrowia. Od 1 października 2015 zmieniła się również dotychczasowa siedziba szkoły. Nowy budynek usytuowany jest przy ul. Bitwy Warszawskiej 1920 nr 18.

## Władze uczelni
We władza uczelni zasiadają:
- Rektor – dr n. chem. Sebastian Grzyb
- Kanclerz – dr hab. Marcin Jarosław Geryk, również założyciel uczelni
- Prorektor ds. Kształcenia i Dydaktyki – dr n. med. Agata Wolska
- Prorektor ds. Organizacyjnych i Studenckich – dr n. społ. Joanna Klonowska
- Prorektor ds. Nauki – dr n. chem. Karolina Krzywoszyńska

## Kierunki studiów

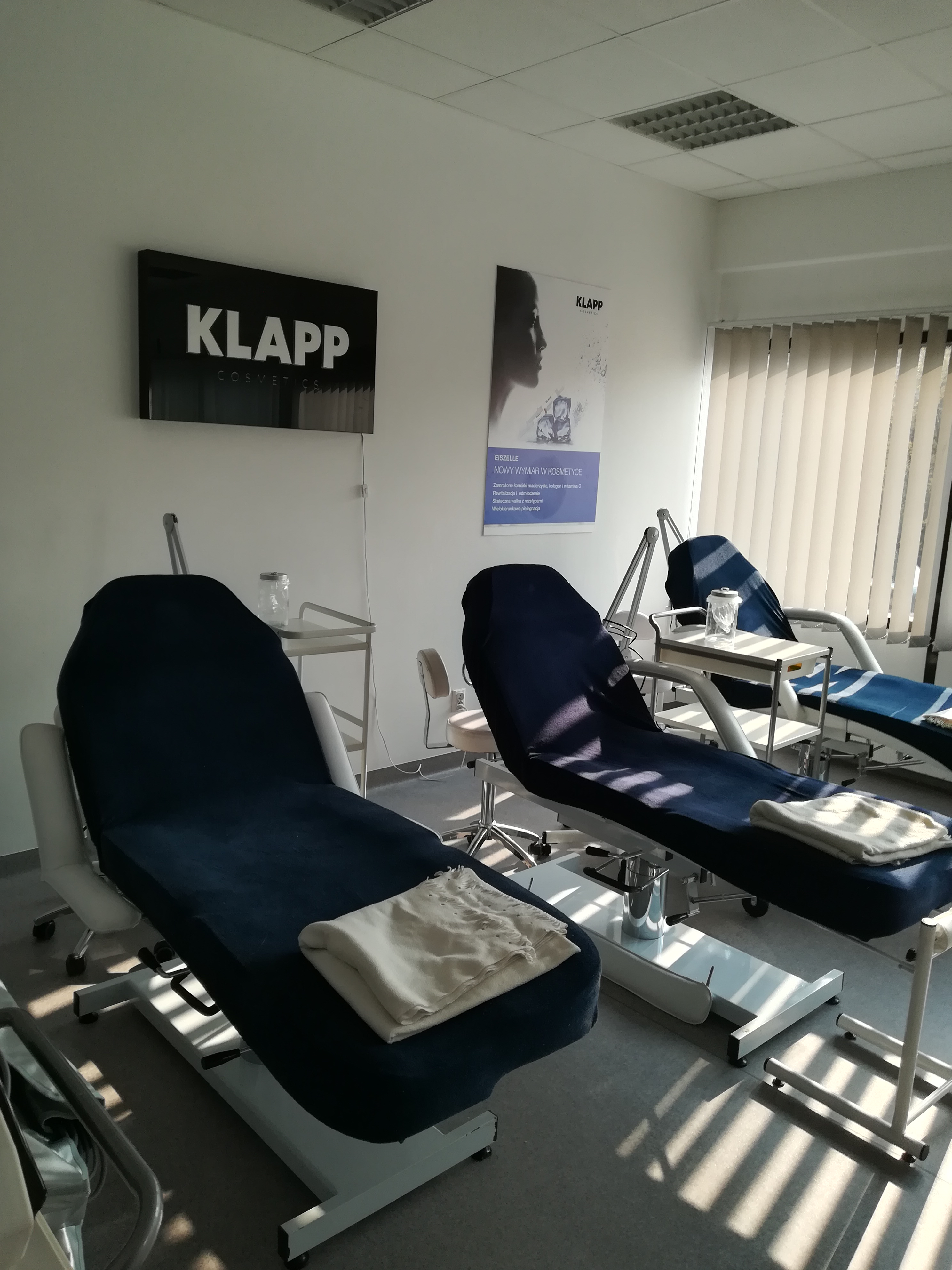
Pracownia kosmetologi bioestetycznej

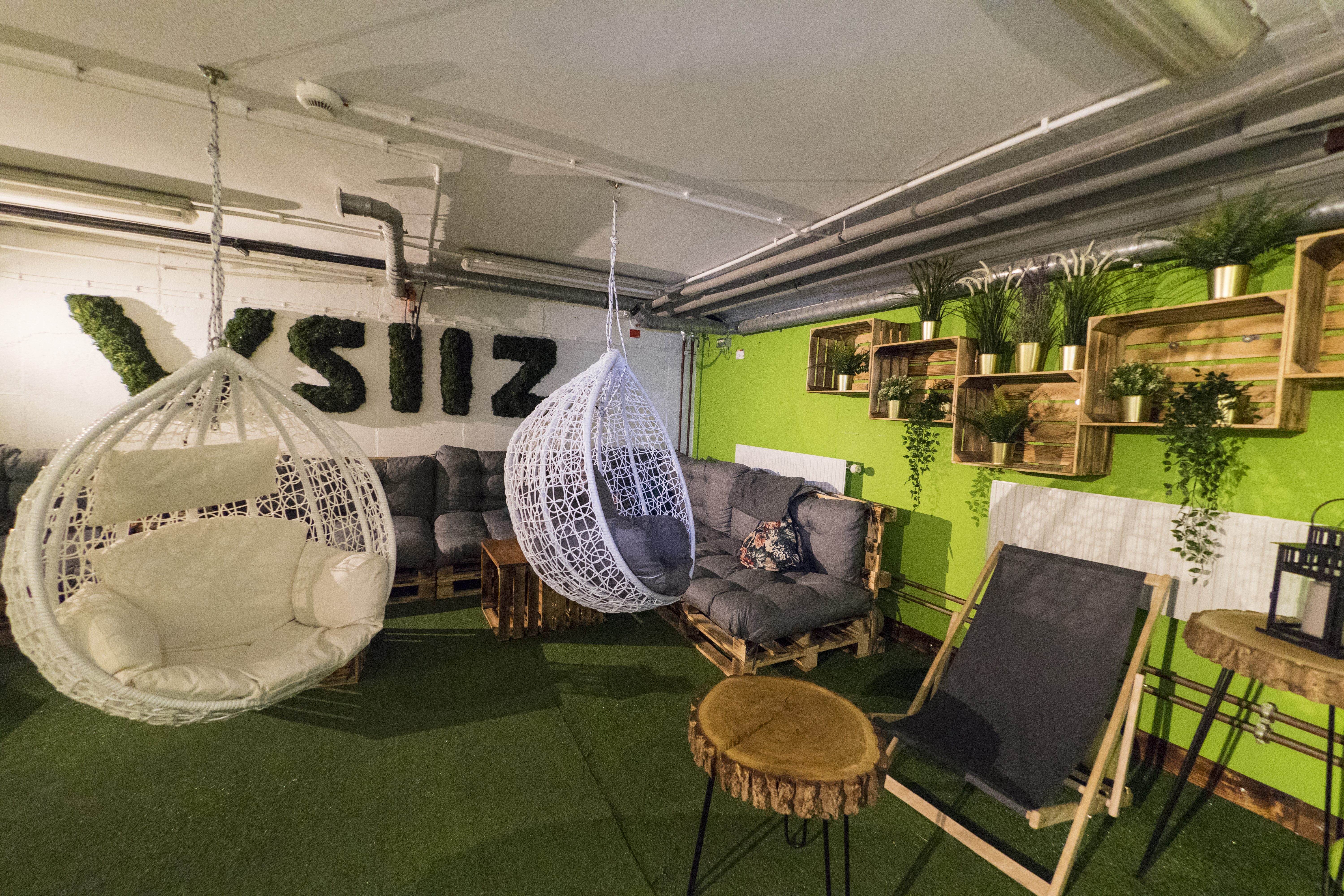
Strefa studenta

Chemia kosmetyczna studia I stopnia, inżynierskie, 3,5 roku, stacjonarne i niestacjonarne
Chemia żywności – studia inżynierskie, 3,5 letnie, stacjonarne i niestacjonarne.
Dietetyka – studia licencjackie, trwające 3 lata [6 semestrów].
Ścieżki kształcenia:
- Dietetyka kliniczna
- Dietetyka stosowana

Kosmetologia studia licencjackie, trwające 3 lata [6 semestrów].
Kosmetologia (studia magisterskie), trwające 2 lata [4 semestry]
Ścieżki kształcenia na studiach II stopnia na kierunku Kosmetologia:
- Kosmetologia kliniczna
- Kosmetologia bioestetyczna

Technologia Produkcji Kosmetyków (studia magisterskie), trwające 2 lata [4 semestry] 

## Collegium Studiów Podyplomowych
- Chemia i receptura kosmetyków
- Coaching zdrowia
- Dietetyka
- Dietetyka i suplementacja w sporcie
- Dietetyka kliniczna
- Kosmetologia bioestetyczna
- Kosmetologia holistyczna
- Kosmetologia kliniczna
- Kosmetologia od podstaw
- Kosmetologia w onkologii
- Marketing health&beauty
- Organizacja i zarządzanie w ochronie zdrowia
- Podologia
- Psychodietetyka
- Technologia produkcji kosmetyków
- Trychologia kosmetologiczna

## Kształcenie specjalistyczne
- Specjalista w zakresie analizy i oceny jakości żywności
- Specjalista w zakresie kosmetologii stosowanej
- Specjalista technolog produktów kosmetycznych
- Specjalista w zakresie poradnictwa żywieniowego i dietetycznego

## Nagrody
Uczelnia została laureatem konkursu Orły Edukacji 2019. W 2019 uczelnia została wyróżniona w plebiscycie Wzorowa Firma jako Lider Edukacji – Najlepsza Uczelnia Niepubliczna Aglomeracji Warszawskiej.